# Rebeka Brown
Rebeka Brown (Barcelona, 1975) és una vocalista de música house. Considera els seus referents musicals en la música negra i del jazz (Donna Summer, Jocelyn Brown). S'inicià el 1999 en un local de Barcelona, des de llavors la seva carrera l'ha dut a actuar arreu del món entre altres a les discoteques Pachá (Eivissa), Amnesia, Space, Privilege o Matinee.
Ha rebut (2009) un premi per la revista especialitzada en música electrònica Deejay mag per la seva trajectòria.
Rebeka és germana de la presentadora de televisió Ruth Jiménez.

## Discografia
- “Go Deeper” (Negrita Rec, 2003)
- “I need some more” (Groove On, 2003)
- “Deep Center” (Glitter/Serial killer, 2004)
- “Sun Rising Up” (Urbana Rec, 2004)
- “Acida 220” (Glitter/Serial killer, 2005)
- “This is my life” (Matinee Rec, 2004)
- “Takedown” (Bilingual, 2006)
- “Maniac” (House Works, 2007)
- “New Day” (A touch of class, 2007)
- “You & I” (Set me free, 2008)
- “Real Things” (Matinee Rec, 2008)
- “Kinda Girl” (Urbana Rec/Pirates Fed. 2008)
- “Don't let this moment end” (Vendeta, 2009)
- “Why” (Rockstar, 2009)
- “Keep On” (Vendeta, 2009)
- “Millenium” (Set me free, 2009)